# Conchilla

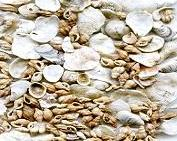
Conchilla.

La conchilla es un elemento que se extrae de la naturaleza y está compuesta por restos fósiles de crustáceos, moluscos, etcétera, preservados en calcio natural. 
Por lo general, su color es blanco y se encuentra en las capas superiores de la tierra, como también en determinados sectores de la playa marítima. 
Al ser encontrada puede contener una gran cantidad de calcio, que se genera  por la propia fosilización.

## Usos
Su explotación se realiza para ser utilizada en la consolidación de caminos de tierra, fabricación de bloques que cumplen similar función a la de los ladrillos, preparación de mezcla de construcción, empleo como materia prima para la elaboración de cal, etcétera.

## Yacimientos
Uno de los yacimientos más importantes -en Argentina- se encuentra en las costas de la Bahía de Samborombón en la Provincia de Buenos Aires. También la conocida empresa Loma Negra producía cal, a partir de este material, en la localidad de Pipinas, en la provincia antes mencionada.